# Pierre Labric (journaliste)
Pour les articles homonymes, voir Pierre Labric et Labric.

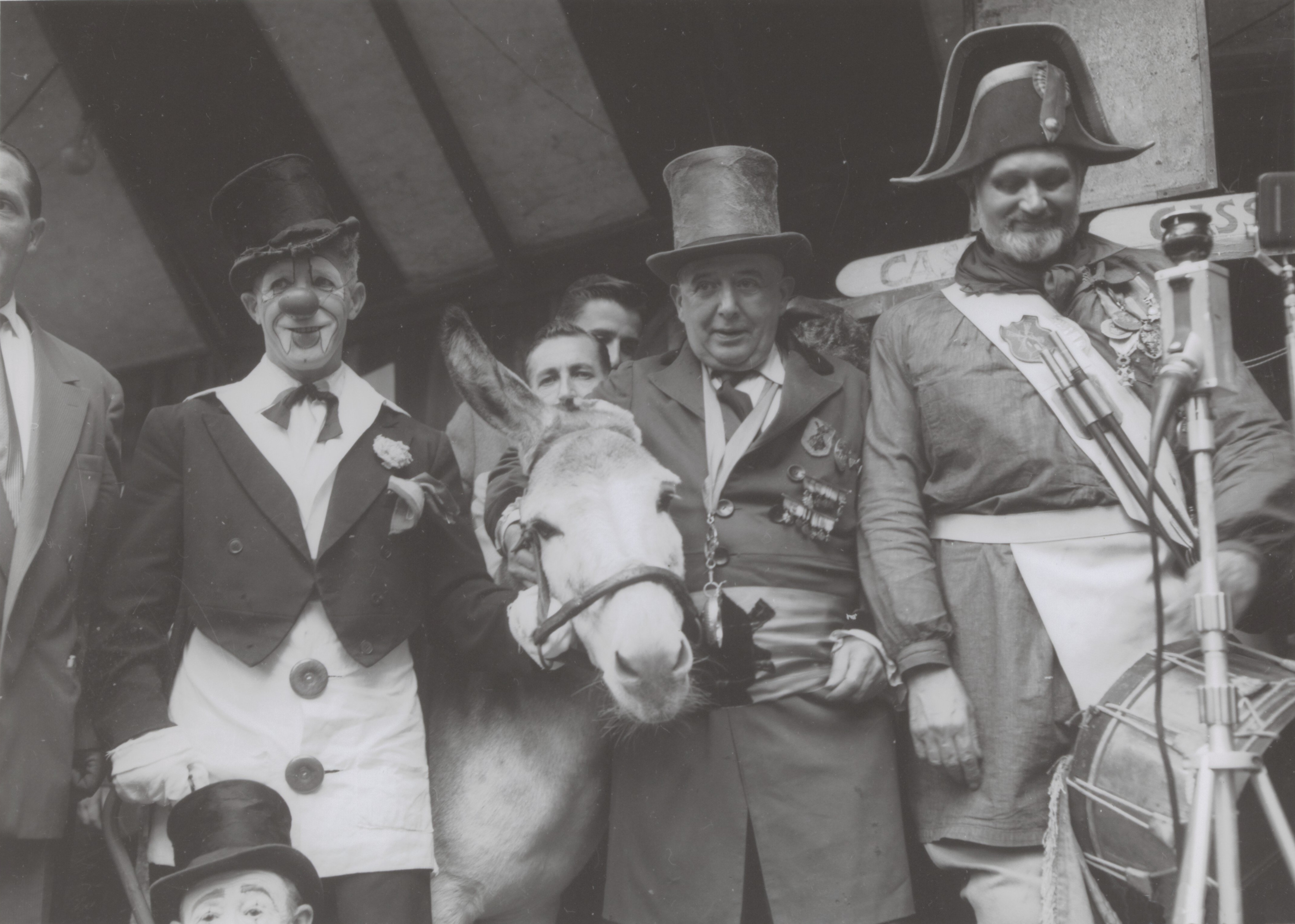
Ambassade de la commune libre du Vieux Montmartre à Jordaan (Amsterdam) en 1956. Le maire Pierre Labric et le garde-champêtre Anatole en mission de jumelage culturel.

Victor Joseph Louis Pierre Labric (né le 6 mars 1891 à Paris 2e et mort le 15 mai 1972 à Paris 9e) est un cycliste, journaliste sportif français.

## Biographie
Fils de l'artiste peintre Jeanne Labric et frère de Roger Labric.
Il est mobilisé au 132e régiment d'infanterie pendant la Première Guerre mondiale.
Il est journaliste à « l'Ordre Public », termine 3e de l'épreuve de cyclisme des championnats de la presse sportive, organisés par « l'Auto » sur le parcours Porte Maillot-Ville d'Avray, en 1920 et 4e de l’épreuve de marche en 1921. Il gagne la course de cote de Gometz-le-Chatel sur bicyclettes à moteur en 1920.
Il est journaliste au journal « Le Petit Parisien », premier journaliste à sauter en parachute, depuis l'avion d'Alfred Fronval en 1922. Il était également aérostier. Il descend à bicyclette les 220 marches dites du funiculaire de Montmartre en 1922. Il descend un escalier de la Tour Eiffel, le 2 juin 1923, à bicyclette.
Il est le manager de Jean Brunier en 1922.
Co-inventeur de Paris-Strasbourg (marche) avec Émile Anthoine en 1926.
Pierre Labric a été élu maire de la Commune libre du Vieux Montmartre en 1929. Il a créé notamment la fameuse course de côte au ralenti. On lui doit aussi le « Salon de Toile » de la place du Tertre et la plantation des vignes sur la butte Montmartre.
Lieutenant de l’armée de l'air pendant la Seconde Guerre mondiale.

## Distinctions
- Chevalier de la Légion d'honneur[11]
- Médaille militaire 1920
- Croix de guerre 1914–1918